# Mrauk U
Mrauk U (=မြောက်‌ဦးမြို့, [mjaʊʔ ú mjo̰]) är en arkeologiskt betydelsefull stad i norra Rakhine, Myanmar. Staden är även huvudort i Mrauk-U, en subregion i distriktet Sittwe. Orten var huvudstad i Kungariket Mrauk U, den viktigaste och mäktigaste av Rakhinska kungariket, från 1430 till 1785. Sedan 4 oktober 1996 är Mrauk U uppsatt på Burmas tentativa världsarvslista.

## Geografi
Mrauk U ligger cirka 11 km öster om floden Kaladan intill en av dess mindre bifloder. Staden ligger på en liten utlöpare till Rakhine Yoma på östra sidan om Kaladans alluviala slättland. Därför är den omkringliggande landsbygden är kuperad men har också en hel del träskmarker med mangroveträd och sjöar.

## Klimat
Mrauk U, ligger i en kustnära tropisk monsunregnskogsklimatsregion. Staden får över 1200 mm regn årligen från den sydvästra monsunen, vilket gör den till en av de blötaste regionerna i Burma. Monsunsäsongen börjar vanligen sent i maj och slutar i mitten av oktober.
Även om staden ligger i en tropisk region, åtnjuter Mrauk lägre temperaturer när den nordöstra monsunen faller. Från mitten av oktober till mitten av mars under den svala säsongen, kan temperaturen falla till 13°C. Denna säsong sammanfaller med Burmas turistsäsong.
Nederbörden den 19 juli 2011 var 238 mm vilket slog det 33 år gamla rekordet. En översvämning följde efter fortsatt regnande i juli 2011.

## Etymologi
En del forskare om Rakhine menar att namnet Mrauk U betyder 'The First Accomplishment' på akaisk Arakanese. Detta baseras på berättelsen om arakaneserna lyckades krossa en invasion från Pyu i mitten på 900-talet av en Mroprins, Pai Phru. Staden sägs vara belägen relativt nära det område som invasionsstyrkorna decimerades. Prinsen gick vidare med att kräva Wethalis tron från sin farbror som mördat prinsens far efter en kärleksskandal. Slaget sågs som prinsens första prestation, och således, kom namnet 'Första prestationen' associeras med platsen.

### Mytologi
En populär myt bland arakaneserna och burmesiska folket är att namnet härrör från en legend om en apa som gav Gautama Buddha ett ägg som ett tecken på hängivenhet. Från denna legend påstås det att namnet apans ägg (Myauk U) hängde med regionen, och från detta togs det nuvarande namnet Mrauk U. [källa behövs]
En annan avfärdad myt var att i regionen där Mrauk U skulle byggas, levde en ensam honapa. Hon träffade en påfågel och de två delade senare boställe. Honapan var tillsammans med apan och lade ett ägg. En mänsklig pojke föddes ur ägget och han växte upp till att bli en mäktig prins. Prinsen byggde senare en stad nära djungeln och med respekt för sin födelseberättelse, fick staden namnet Myauk-U, ‘Apans ägg’.

## Historia

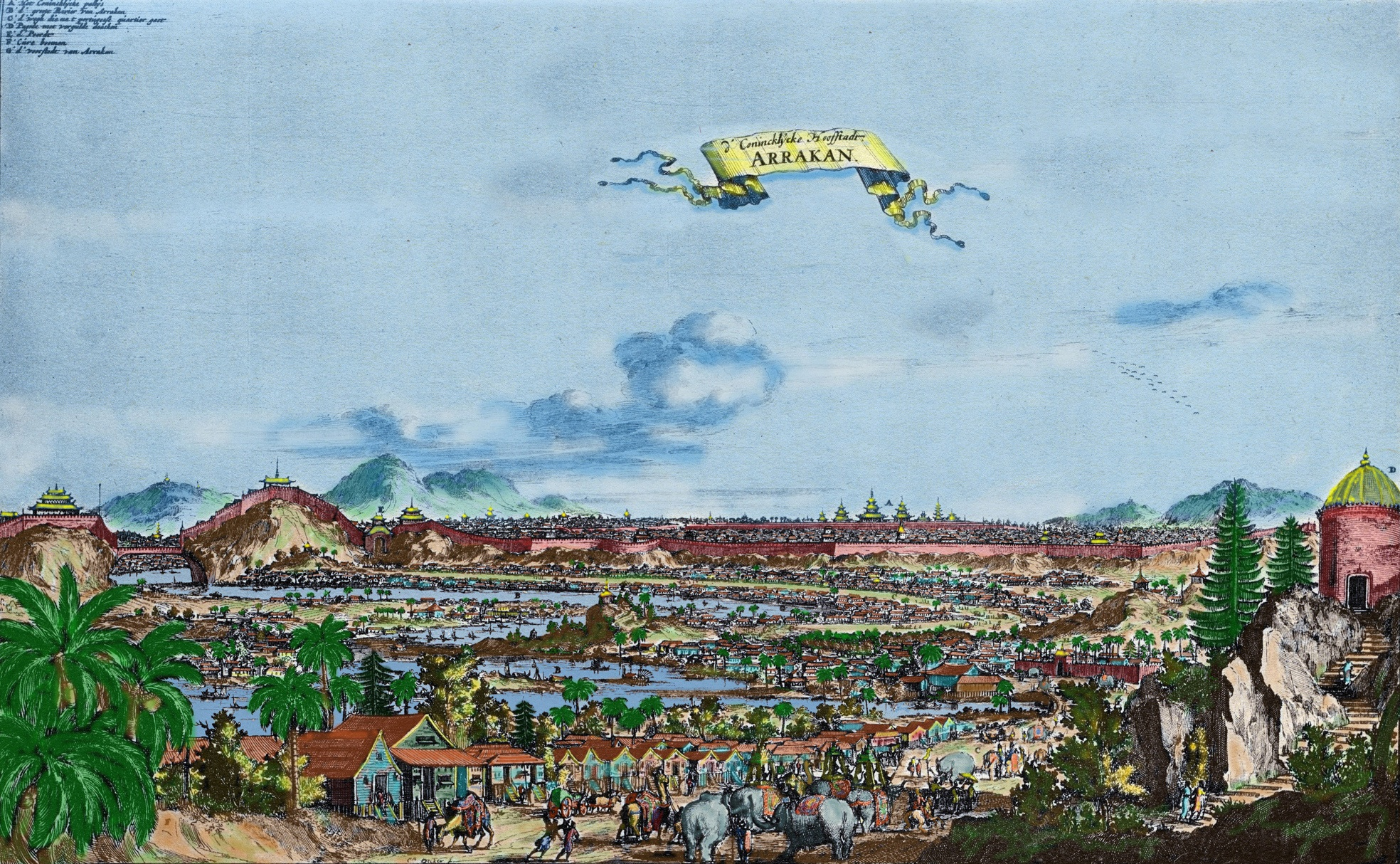
Mrauk-U eller Arrakan i den första planen för den portugisiska bosättningen Daingri-pet. I Wouter Schouten : Oost-Indische Voyagie, t.o. s. 148. 1676

1433, grundade kung Min Saw Mon Mrauk U som huvudstad i det sista enade Arakanesiska kungariket. Staden nådde så småningom en befolkning på 160 000 invånare i början av 1600-talet. Mrauk U fungerade som huvudstad i kungariket Mrauk U och dess 49 kungar till den Burmesiska Kongbaungdynastin erövrade landet 1784.

### Handelsstad
Genom sin närhet till Bengaliska viken, utvecklades Mrauk U till ett viktigt regionalt handelscenter och fungerade både som en bakdörr till Burmas inland och en viktig hamn på Bengaliska vikens östra kust. Den blev en transiteringspunkt för gods såsom ris, elfenben, elefanter, träsav och rådjursgömmor från Ava i Burma samt bomull, slavar, hästar, kaurisnäckor, kryddor och textilier från Bengalen, Indien, Persien och Arabien. Vid sidan om Pegu och senare Syriam, var staden en av de viktigaste hamnarna i Burma fram till 1700-talet.
Staden handlade även med icke-asiatiska krafter såsom Portugal och Holländska Ostindiska Kompaniet. Holländska Ostindiska Kompaniet grundade handlingsförhållanden med arakaneserna 1608 efter att portugiserna föll i onåd på grund av de portugisiska legosoldaternas bristande lojalitet, såsom Filipe de Brito e Nicote i tjänst hos arakanesiska kungen. Kompaniet startade en permanent fabrik i Mrauk U 1635 och verkade i Arakan till 1665.
Vid sin höjdpunkt, var Mrauk U centrum i ett kungarike som sträckte sig från floden Ganges till västra delarna av floden Ayeyarwaddy. Enligt en arakanesisk folklegend fanns 12 städer längs Ganges som omfattade ungefär halva dagens Bangladesh och styrdes från Mrauk U, däribland Dhaka och Chittagong. Under denna period, lät kungarna prägla mynt med text på arakanesiska, kufisk skrift och bengali.
Mycket av Mrauk Us historiska beskrivning är från munken Sebastian Manrique skrifter, en portugisisk augistinsk munk som bodde i Mrauk U från 1630 till 1635.

## Religiöst center
Efter hand som Mrauk U och kungadömet blomstrade, byggde dess kungar, ministrar och bönder många pagoder och tempel kring staden för att spegla sin tro. Därigenom har Mrauk en rik samling av tempel och pagoder, näst störst efter staden Bagan. De flesta av Mrauk Us tempel gjordes av huggen stentegel, till skillnad från gyttje- och lerteglet i Bagan.
Det främsta templen i Mrauk U är Shite-thaung (De 80 000 bildernas tempel eller Segertemplet), Htukkanthein (Htukkans ordinationssal), Koe-thaung (De 90 000 bildernas tempel) och de fem Manpagoderna.

### Tempel i Mrauk U
Följande tempel utgör några av de stora och noteringsvärda religiösa byggnaderna i och omkring staden:
- Templet Shite-thaung
- Templet Htukkanthein
- Templet Koe-thaung
- Templet Andaw-thein
- Templet Le-myet-hna
- Templet Ratana-pon
- De fem Manpagoderna:
  - Pagoden Mingala Man Aung
  - Pagoden Ratana Man Aung
  - Pagoden Sakya Man Aung
  - Pagoden Lawka Man Aung
  - Pagoden Zina Man Aung
- Templet Sanda Muni
- Klostret Bandula Kyaung

Även om Mrauk U främst är en buddhistisk plats, finns flera byggnader tillhörande andra religioner. En av dessa är den gamla Santikanmoskén, uppförd under Min Saw Mons styre, i stadens sydöstra del. Munken Manrique nämner också en romersk-katolsk kyrka och ett mindre antal konvertiteer och utländskfödda katoliker (däribland herrelösa samurajer (ronin), som lämnat japan för att undgå förföljelse)

## Risproduktion
Området kring Mrauk U utgör Burmas näst största produktionsområde för ris efter Irrawaddys delta.

## Galleri

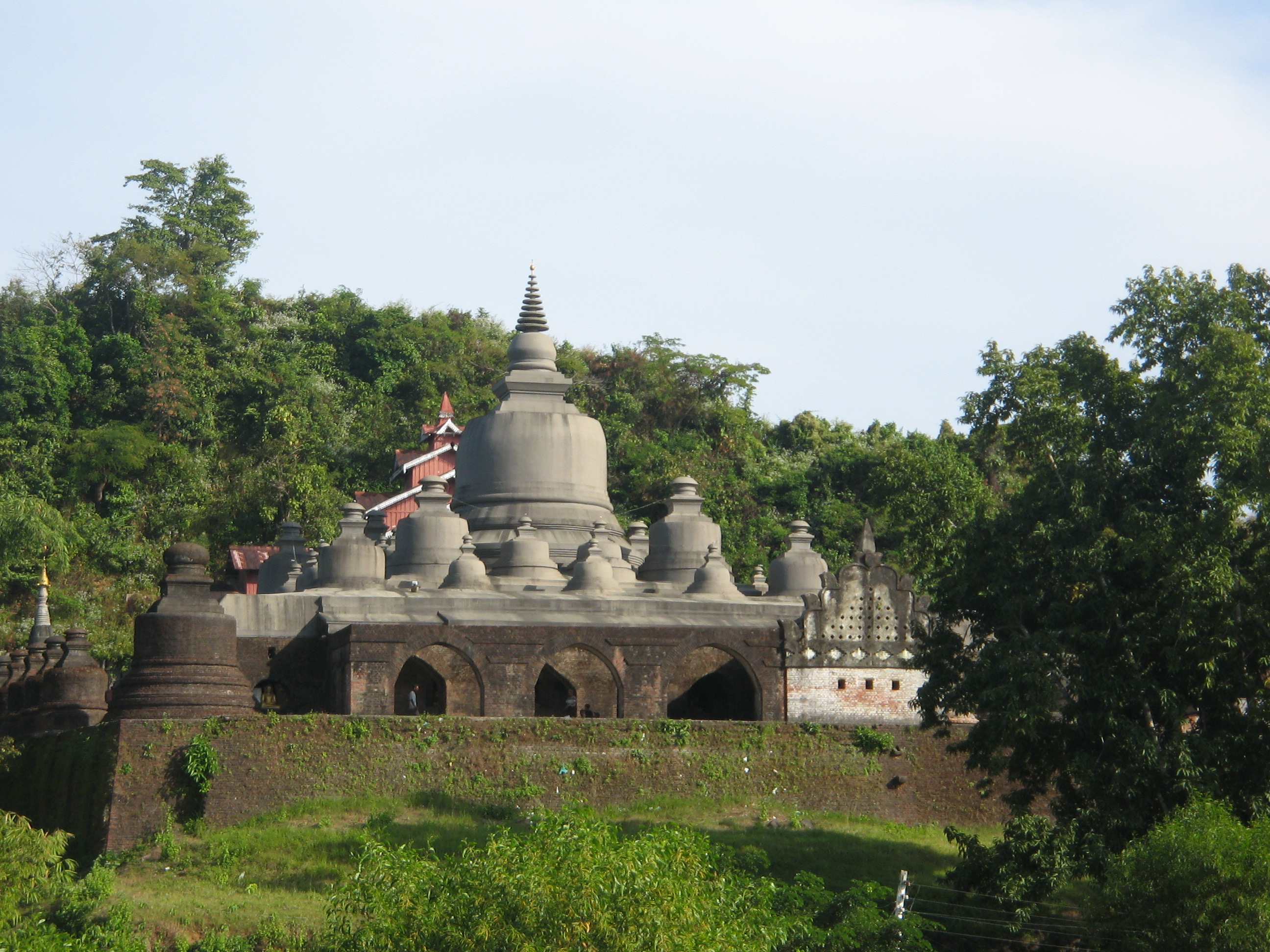
Shite-thaung
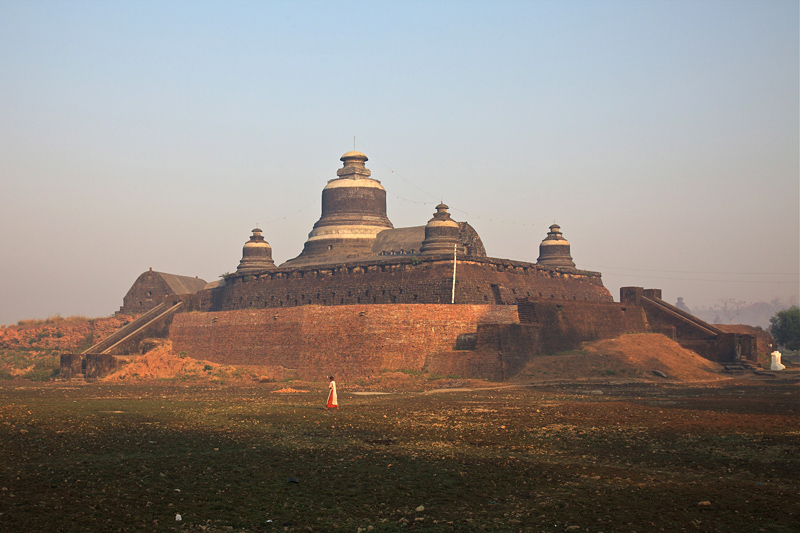
Htukkanthein
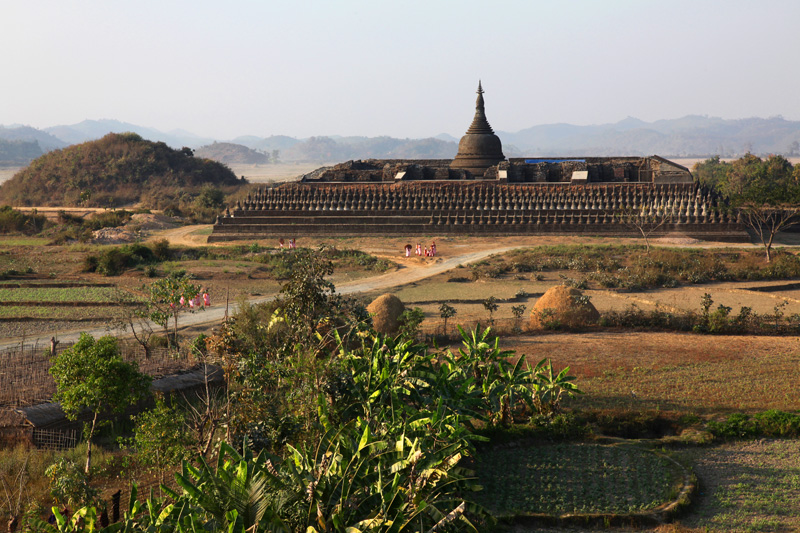
Templet Koe-thaung
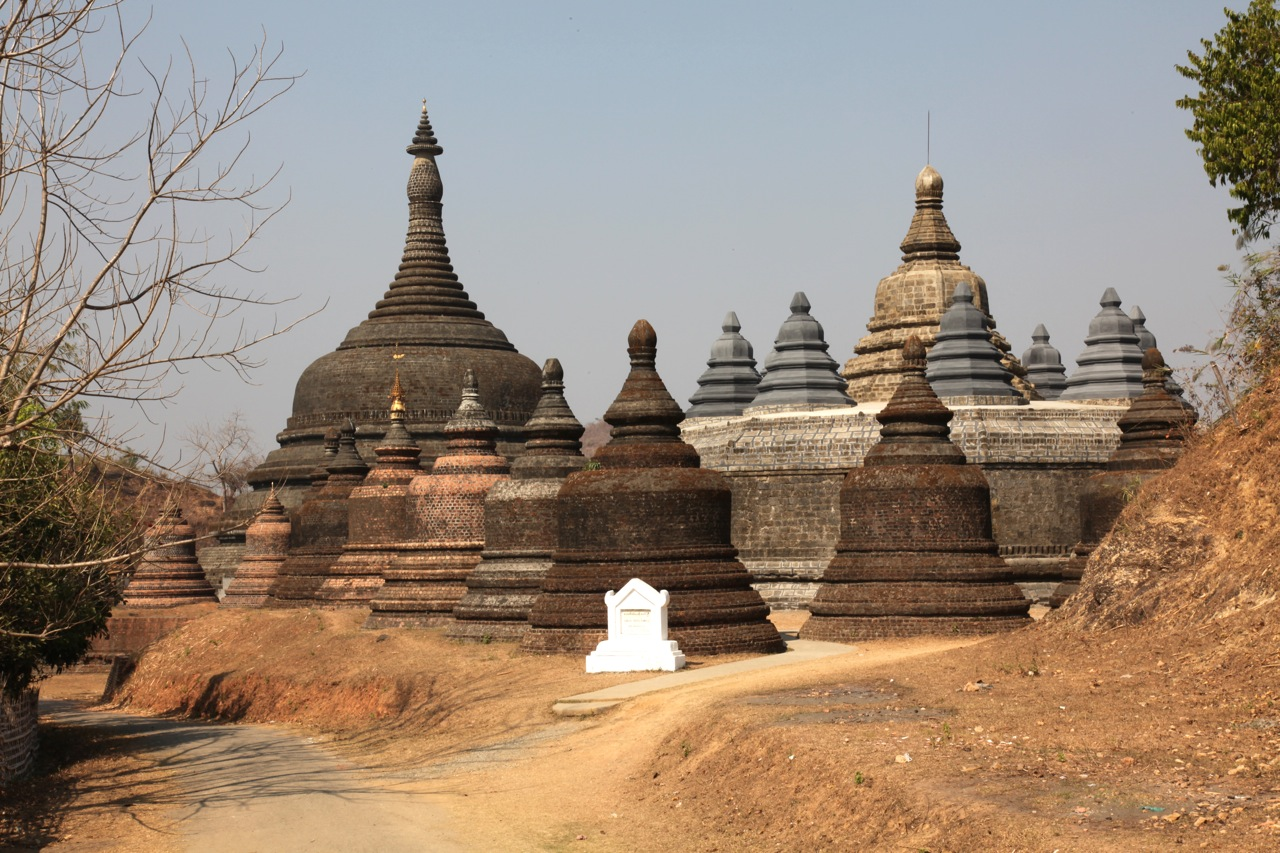
Templet Andaw-theins ordinationssal
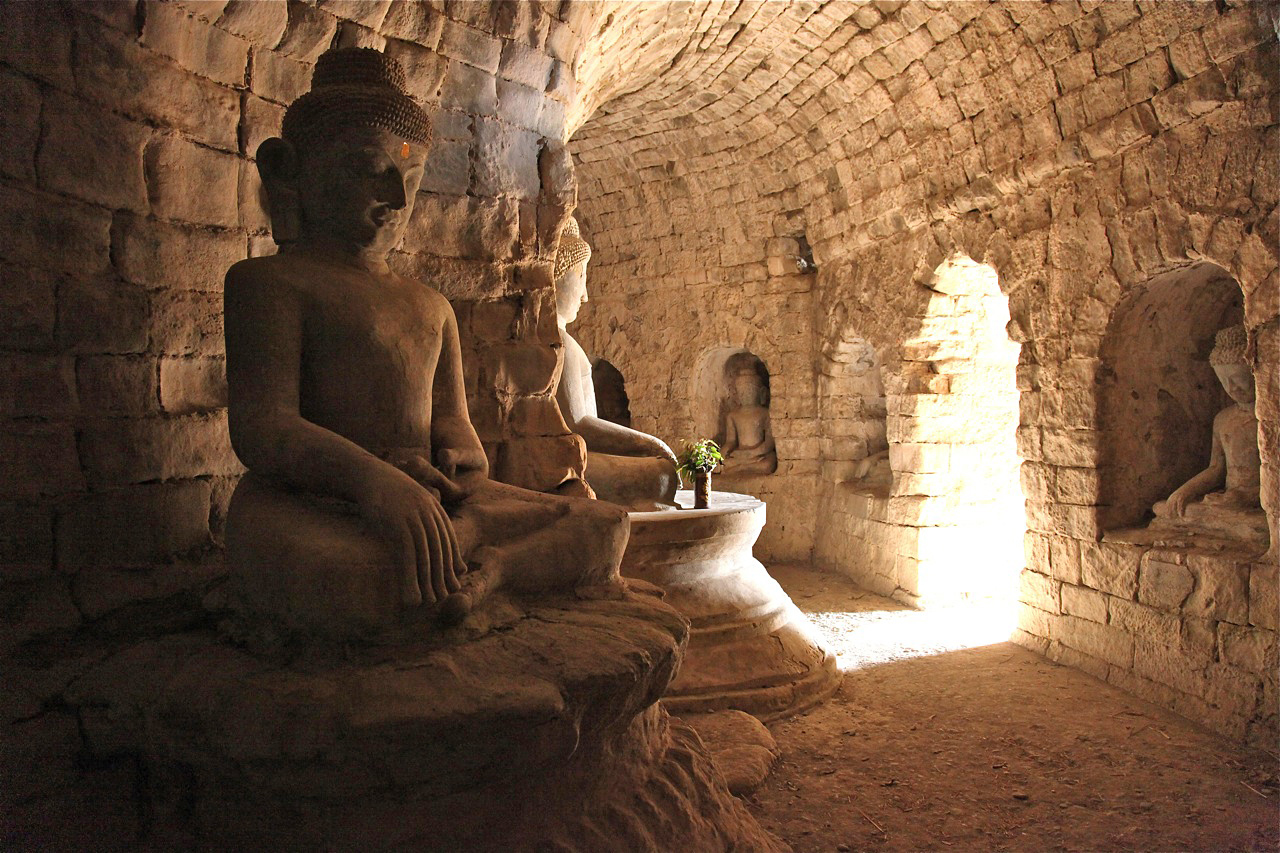
Templet Le-myet-hna
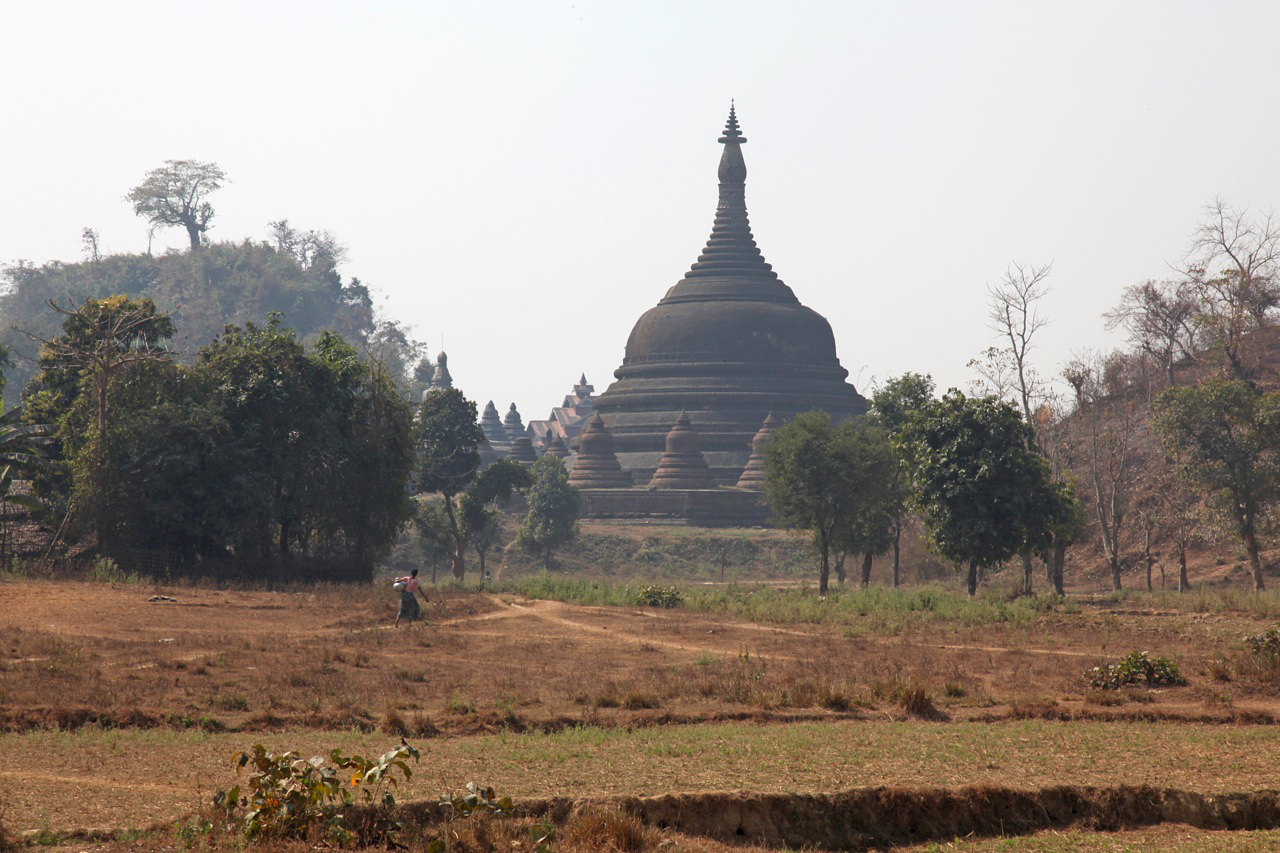
Templet Ratana-pon